# Philip Morris International
Philip Morris International Inc., är ett amerikanskt multinationellt tobaksbolag som tillverkar och säljer produkter inom tobak som cigarretter, cigarrer, rulltobak, snus och cigarrettpapper. Tobaksbolagets varumärken, däribland Marlboro och L&M, säljs i över 200 länder runt om i världen. För 2013 hade de 15,6 procent av den internationella cigarrettmarknaden.
De är ett amerikanskt företag och har huvudkontor i New York i New York men deras produkter säljs inte i USA. Det är deras före detta ägare Altria Groups dotterbolag Philip Morris USA som har hand om den marknaden.

## Historia
Historien om det nu globala företaget kan spåras tillbaka till 1847, då Philip Morris öppnade sin första butik på Bond Street i London, där han sålde tobak och färdigrullade cigarretter. När han dog övertogs butiken av hans fru Margaret och hans bror Leopold. År 1881 började Leopold samarbeta med Joseph Grunebaum och de startade företaget Philip Morris & Company and Grunebaum, Ltd. År 1885 upplöstes dock partnerskapet och företaget blev känt som Philip Morris & Co, Ltd. 
År 1894 lämnade företaget grundarfamiljen och William Curtis Thomson tillsammans med sin familj tog över företaget. Företaget blev under Thomsons tid även utsett till kunglig hovleverantör för kung Edward VII. År 1902 tog Gustav Eckmeyer företaget till New York och ägarskapet mellan Eckmeyer och Thomsom delades lika. Gustav Eckmeyer hade dock redan sedan 1872 varit ensam om att importera och sälja de engelska cigarretterna i USA. 
År 1919 skapades och introducerades Philip Morris vapensköldslika logotyp som fortfarande används, och företaget nybildades i Virginia, till ett aktiebolag ägt av amerikanska aktieägare under namnet Philip Morris & Co., Ltd., Inc.
År 1924 började tillverkningen av cigarretter i egen fabrik i Virginia och de cigarretter som tillverkades blev så småningom varumärket Marlboro. 
Vid mitten av 1950-talet blev företaget en del av den amerikanska kulturen, och det var även då som Philip Morris International (PMI) lanserades och började tillverka och sälja cigarretter runt om i världen. 
I 2021 års hållbarhetsrapport meddelade företaget att man satsar på en rökfri framtid.   
År 2022 köpte företaget Swedish Match. 

## Varumärken
Varumärken som marknadsförs av Philip Morris International:

- 1847, ett portionssnus som tillverkas i Arvika
- Apollo Soyuz
- Bond Street
- Caro
- Chesterfield
- Diana
- F 6
- Fajrant
- IQOS
- L&M
- Lark
- Longbeach
- Marlboro
- Merit
- Multifilter
- Muratti
- Optima
- Parliament
- Peter Jackson
- Petra
- Philip Morris
- Polyot
- Red & White
- SG
- Start
- Vatra
- Virginia Slims